# أدوات وأجهزة طب الأسنان

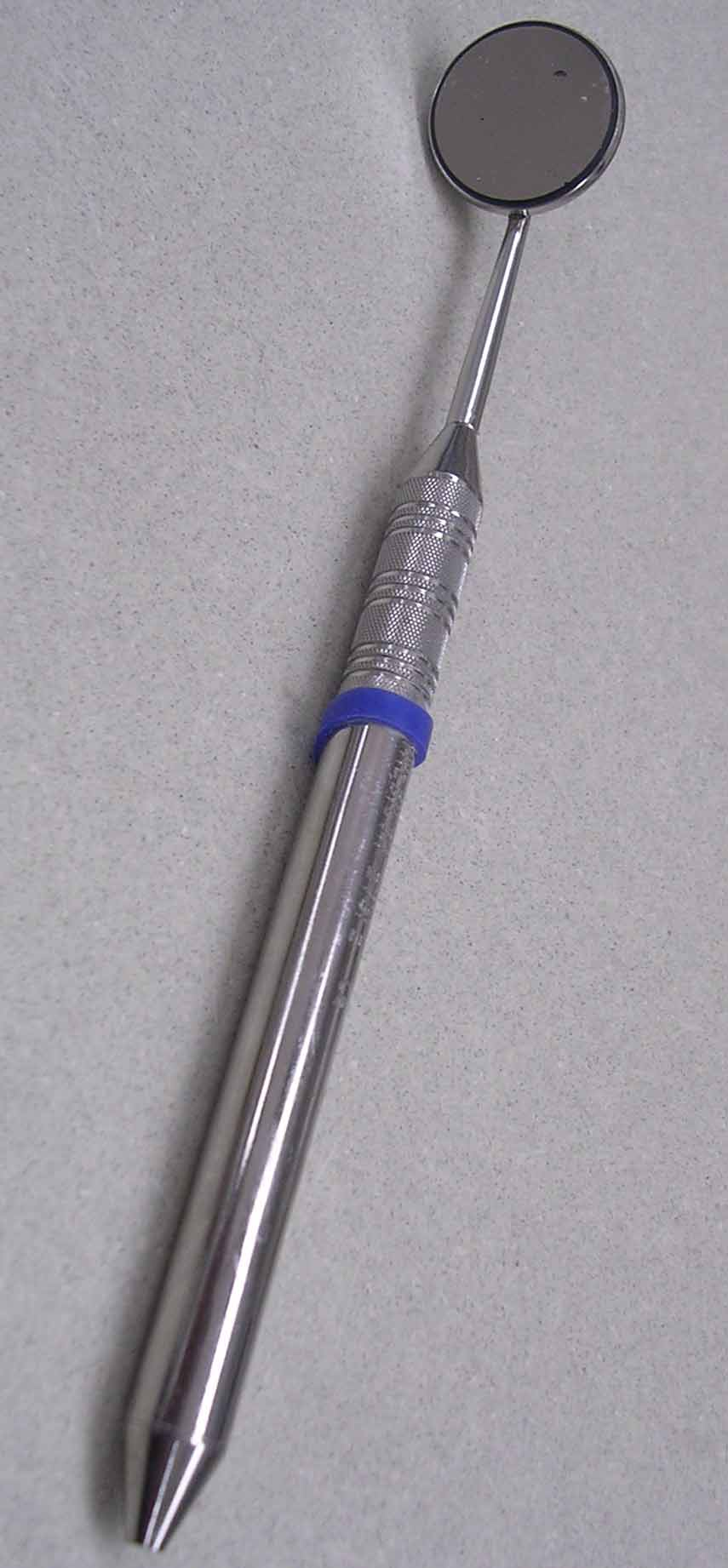
مرآة

يستخدم طبيب الأسنان مجموعة كبيرة من الأدوات في عمله. وكذلك يستخدم تقني الأسنان مجموعة من الأدوات. وهذه الأدوات هي:

## في الفحص والتشخيص
يستخدم أدوات الفحص والتشخيص في مختلف فروع طب الأسنان وأهمها:
1. مرآة داخل فموية Intraoral mirror :تتكون من حامل ومرآة، وبالإمكان استبدال المرآة حسب الحاجة وهي بأحجام وأنواع مختلفة (مكبرة وعادية) وبعضها الآخر مزودة بمصباح للإضاءة لرؤية أوضح وتشخيص أدق.
2. مسبر سني Dental probe: وهي على أنواع منها المستقيمة والمقوسة والمنجلية.وقد تكون برأس واحدة أو برأسين.
3. ملقط Tweezers: وهي على أنواع (مستقيمة ومنحنية) وأحجام مختلفة (صغيرة ومتوسطة وكبيرة)

وتستخدم أدوات الفحص النبوذة على نطاق واسع وتكون مصنوعة من البلاستك وتستعمل مرة واحدة.
تصغير
ملف:

## فيجراحة الأسنان
1. جهاز الأسنان Dental unit: يعتبر جهاز الأسنان الوحدة الأساسية لعمل طبيب الأسنان. ويختلف في مواصفاته حسب الشركة الصانعة لها. ويتكون الجهاز الواحد من كرسي، مبصقة، مصباح، حامل الأجهزة الساندة، توربين قبضة يدوية محقنة ثلاثية، ماصة، شاشة رؤية الأشعة، مفتاح التحكم القدمي، جهاز تصوير داخل الفم. وقد لا يكون الجهاز متضمنا لجميع هذه الأجهزة الساندة.
2. معقمة Sterilizer: يقوم جهاز التعقيم بتعقيم الأدوات باستعمال الهواء الحار. وبعض الأجهزة الحديثة يقوم بتعقيمها بالضغط والبخار للحصول على تعقيم أفضل.
3. جهاز خلط الحشوات Amalgumator: يهتز هذا الجهاز بسرعة عالية مما يودي إلى خلط مادة الحشوة الدائمية (حشوة الملغم) حيث يتفاعل مسحوق مادة الملغم مع الزئبق ليكون سبيكة الملغم. تكون حشوة الملغم لينة حال خروجها من الجهاز وتتصلب خلال دقائق.
4. جهاز الحشوة الضوئية Light cure machine: يقوم بإصدار ضوء كثيف يؤدي إلى تصلب مادة الحشوة البيضاء.
5. جهاز أشعة الأسنان X-ray machine: يصدر أشعة إكس الذي يخترق الأسنان والعظام ليتم التقاطها عبر فلم الأشعة أو المتحسسات الرقمية -للأجهزة الحديثة الرقمية- وتظهر صورة الأسنان وما حولها في الفلم بعد معالجته أو على شاشة الحاسبة في الأجهزة الرقمية
6. جهاز تحميض الاشعة: يقوم بتحميض الاشعة بشكل آلي
7. مقلحة Scaler: لإزالة الترسبات القلحية (التكلسات) على أسطح الأسنان
8. تورباين Turbine: جهاز حفر الأسنان وإزالة التسوس منها
9. القبضة اليدوية Handpiece: أيضا يقوم بإزالة التسوس من الأسنان ولكنها تدور بسرعة أبطأ من التوربين ويستخدم كذلك لتلميع الحشوات التجميلية كذلك.
10. المحقنة الثلاثة Triple syringe: سميت بالثلاثية لأنها تقوم بثلاثة وظائف (ضخ الهواء - ضخ الماء - ضخ الماء والهواء معا) ويستخدم لرفع بقايا الأسنان أثناء حفرها.
11. ماصة اللعاب Saliva sucker: يقوم بسحب اللعاب والسوائل من الفم
12. سرنجة وإبر Syrange and needles
  - مشرط scalpel
  - يد المشرط(ماسك المشرط) scalpel handle
  - ماسك شرياني Artery forceps
  - ماسك اليس Allis forceps
  - رافع سمحاقي periosteal elevator
  - كاحت curette
  - مبرد العظم Bone file
  - الماصة Aspiratin
  - ذاتي الماصة Self-aspirating
  - الغير الماصة Non-aspirating
13. حامل الشفرات Blade handle - Scalpel handle
14. كلابة القلع Extraction forceps
15. رافعة الجذر Root elevator
16. إزميل Chisel
17. مقص (خيوط الجراحة) Scissors
18. مقص( ماسك الإبر) Needle holding scissors
  - خيط جراحي surgical suture

## في حشوات الأسنان
1. سنبلة Bur
2. ناقل الأملغم Amalgam carrier or Amalgam gun
3. مصقلة الأملغم Amalgam burnisher
4. منحتة الأملغم Amulet carver or Manipulator
5. راصة الأملغم Amalgam condenser وهي على أنواع منها:
  - نظامي Regular
  - زاوية قائمة Right angle
  - المرجع Retro
6. موزع الأملغم Amalgam dispenser
7. مبرد الأملغم Amalgam file
8. مثبتة المسندة (حامل المسندة) Matrix retainer وهي على أنواع منها:
  - عاج رقم 1 Ivory No.1
  - عاج رقم Ivory No.8 8
9. حاجز المطاط Rubber dam
10. مشبك حاجز المطاط Rubber dam clamp
11. ملقط حاجز المطاط Rubber dam forceps
12. إطار حاجز المطاط Rubber dam frame
13. حامل حاجز المطاط Rubber dam holder
14. مثقب حاجز المطاط Rubber dam punch
15. نازعة التاج Crown remover
16. إزميل Chisel
17. قدوم (شكل من أشكال الأزاميل يستخدم في تحضير الحفر) Heo
18. ملوقة الاسمنت Cement spatula
19. شريحة زجاجية لخلط الاسمنت Glass cement slab
20. أداة حشوة قناة السن (جذر السن) Endodontic plugger
21. مسبار الأقنية Endodontics prob

## في أمراضاللثة
1. مسبار ما حول الأسنان Periodental prob
2. مجرفة (مكشاط) Curette
3. مبرد (ما حول الأسنان) Periodental file

## في صناعة الأسنان
1. طابع (الوعاء الذي يؤخذ بواسطته طبعة الفم) Tray: بنوعيها:
  - المثقب Perforated
  - الصلد Solid
2. سكين الشمع Wax knife
3. أداة المزج Spatula
4. وعاء مطاطي Rubber bowl
5. سكين النحت (لنحت الشمع وغيره) Modelling knife - Lacron carver
6. بوتقة (وعاء التصليب أو الصب) Flask
7. مكبس البوتقة Flask press
8. مطبق (جهاز يستخدم في تنضيد الأسنان للتأكد من العلاقة الإطباقية) Articulator
9. مقياس ايوانسون (أداة لقياس سمك المعدن بدقة) Iwanson
10. هزاز Vibrator: يهتز هذا الجهاز بسرعة عالية مما يؤدي إلى إزالة الفقاعات الهوائية المتبقية داخل قوالب صناعة الأسنان أثناء صبها.
11. مرملة Sand-blaster: يقوم بقذف تيار من الرمل لتنظيف الأسطع المعدنية.
12. مخرطة Lathe: يدور هذا الجهاز بسرعة عالية ويستعمل في تلميع أسطح الأطقم والأسنان
13. محرك سني Dental engine: يتكون هذا الجهاز من محرك وقبضة يدوية ويشبه عمله عمل القبضة اليدوية ويستخدم لغرض إزالة الزوائد من أسطح الأطقم والأسنان
14. محرك دقيق Micromotor: يشبه المحرك السني غير أنه أكثر كفاءة.

## في تقويم الأسنان
1. مطواة الأسلاك Orthodontic Plier
2. ملقط (حامل الأسلاك) Bracket tweezers